# Japan Soccer League 1979
Die Japan Soccer League 1979 war die fünfzehnte Spielzeit der japanischen Japan Soccer League. An ihr nahmen 20 Vereine teil. Meister wurden die Fujita Industries.

## Ergebnisse

### Division 1
| Pl. | Verein                      | Sp. | S  | N  | Tore  | Diff. | Punkte |
| --- | --------------------------- | --- | -- | -- | ----- | ----- | ------ |
| 1   | Fujita Industries           | 18  | 13 | 5  | 36:15 | +21   | 53     |
| 2   | Yomiuri                     | 18  | 10 | 8  | 48:26 | +22   | 44     |
| 3   | Hitachi                     | 18  | 13 | 5  | 23:18 | +5    | 44     |
| 4   | Yanmar Diesel               | 18  | 10 | 8  | 28:21 | +7    | 40     |
| 5   | Furukawa Electric           | 18  | 12 | 6  | 28:22 | +6    | 40     |
| 6   | Toyo Industries             | 18  | 9  | 9  | 20:19 | +1    | 33     |
| 7   | Mitsubishi Heavy Industries | 18  | 10 | 8  | 16:20 | −4    | 32     |
| 8   | Nippon Steel                | 18  | 8  | 10 | 23:25 | −2    | 29     |
| 9   | Nippon Kokan                | 18  | 2  | 16 | 17:43 | −26   | 10     |
| 10  | Nissan Motors               | 18  | 3  | 15 | 9:39  | −30   | 9      |

### Division 2
| Pl. | Verein                | Sp. | S  | N  | Tore  | Diff. | Punkte |
| --- | --------------------- | --- | -- | -- | ----- | ----- | ------ |
| 1   | Toshiba               | 18  | 13 | 5  | 36:23 | +13   | 48     |
| 2   | Yamaha Motors         | 18  | 12 | 6  | 33:19 | +14   | 47     |
| 3   | Fujitsu               | 18  | 11 | 7  | 29:18 | +11   | 47     |
| 4   | Honda Motors          | 18  | 11 | 7  | 31:25 | +6    | 44     |
| 5   | Yanmar Club           | 18  | 10 | 8  | 37:30 | +7    | 36     |
| 6   | Tanabe Pharmaceutical | 18  | 7  | 11 | 21:21 | ±0    | 28     |
| 7   | Toyota Motors         | 18  | 8  | 10 | 21:29 | −8    | 28     |
| 8   | Kofu SC               | 18  | 7  | 11 | 26:42 | −16   | 26     |
| 9   | Teijin                | 18  | 6  | 12 | 24:30 | −6    | 25     |
| 10  | Sumitomo Metals       | 18  | 5  | 13 | 15:36 | −21   | 14     |

## Preise

### Torschützenkönige
- Ramos (14 Tore) (Yomiuri)

### Rookie des Jahres
- Shigemitsu Sudō (Hitachi)

### Best XI
- Mitsuhisa Taguchi (Mitsubishi Heavy Industries)
- Tsutomu Sonobe (Fujita Industries)
- Mitsuru Komaeda (Fujita Industries)
- Keizō Imai (Fujita Industries)
- Hiroshi Ochiai (Mitsubishi Heavy Industries)
- George Yonashiro (Yomiuri)
- Marinho (Fujita Industries)
- Jair (Yomiuri)
- Ramos (Yomiuri)
- Carvalho (Fujita Industries)
- Kunishige Kamamoto (Yanmar Diesel)